# Cetatea Wettin
Cetatea Wettin este situată în Wettin în  Saxonia-Anhalt, ea a fost rezidența principilor și regilor saxoni.

## Istoric
Trecutul cetății este în parte neclar, se presupune că ea a a existat deja în perioada carolingiană. Prima atestare documentară datează din 29 iulie 961, într-o diplomă din timpul lui Otto I, în care se stabilește zeciuiala pe care trebuie să o achite cetatea Wettin către Mănăstirea Sfântul Mauriciu din Magdeburg. Cetatea este aminită și sub denumirea de Witin în anul 1157 în documentul „In burcwardo Witin in villa que dictur Pothegrodice“. Numele așezării „Pögritz” (sec. XII) din apropierea poate deriva de la termenul slav „podgrad ” care însemna cetate. Dacă așezarea a fost o așezare slavă, aceasta până în prezent n-a fost clarificat.
Din dinastia Wettiner provin numeroși principi saxoni, unul ca August der Starke devenind și rege al Poloniei.